# 水門川

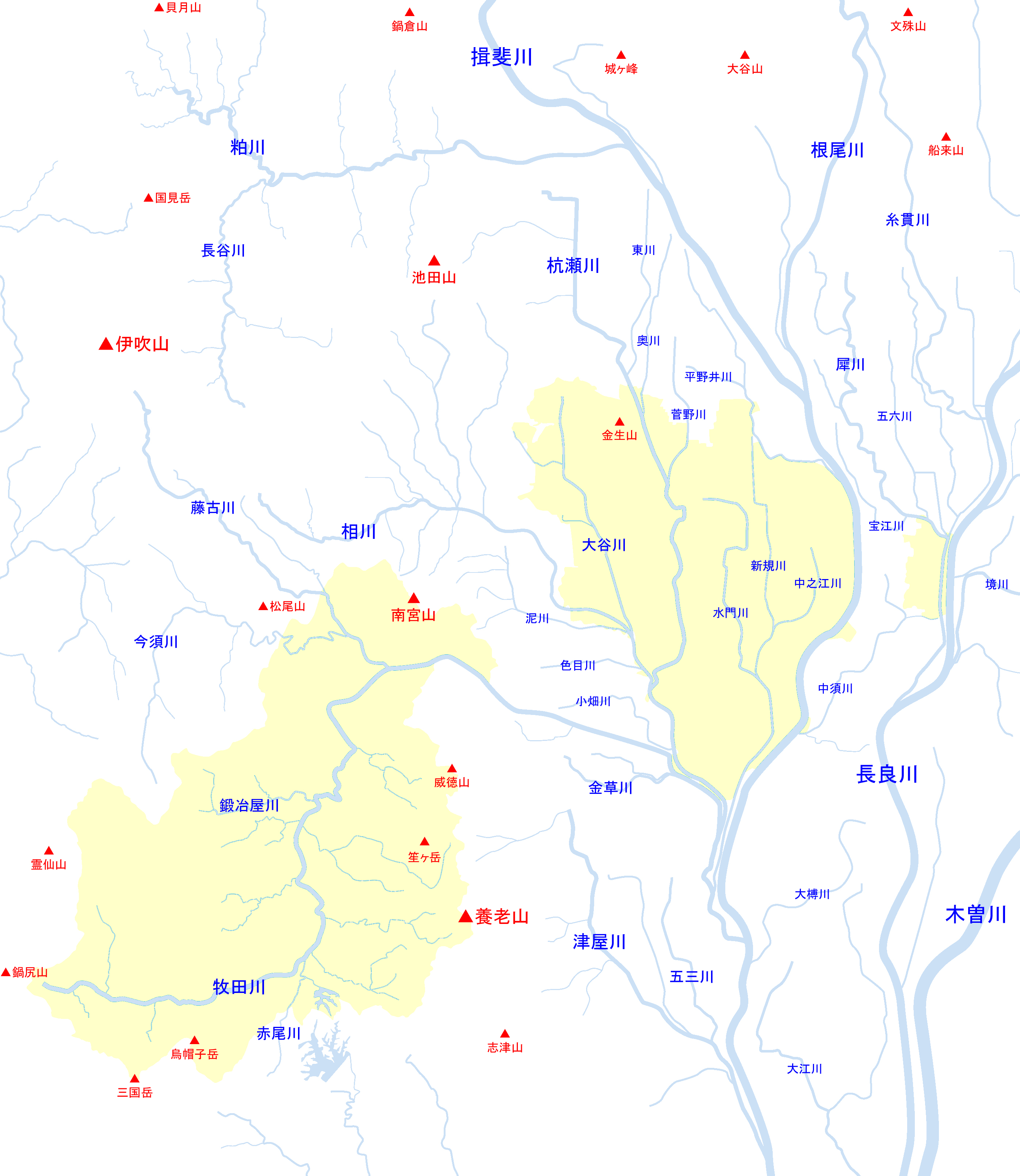
大垣市周辺河川の位置関係図

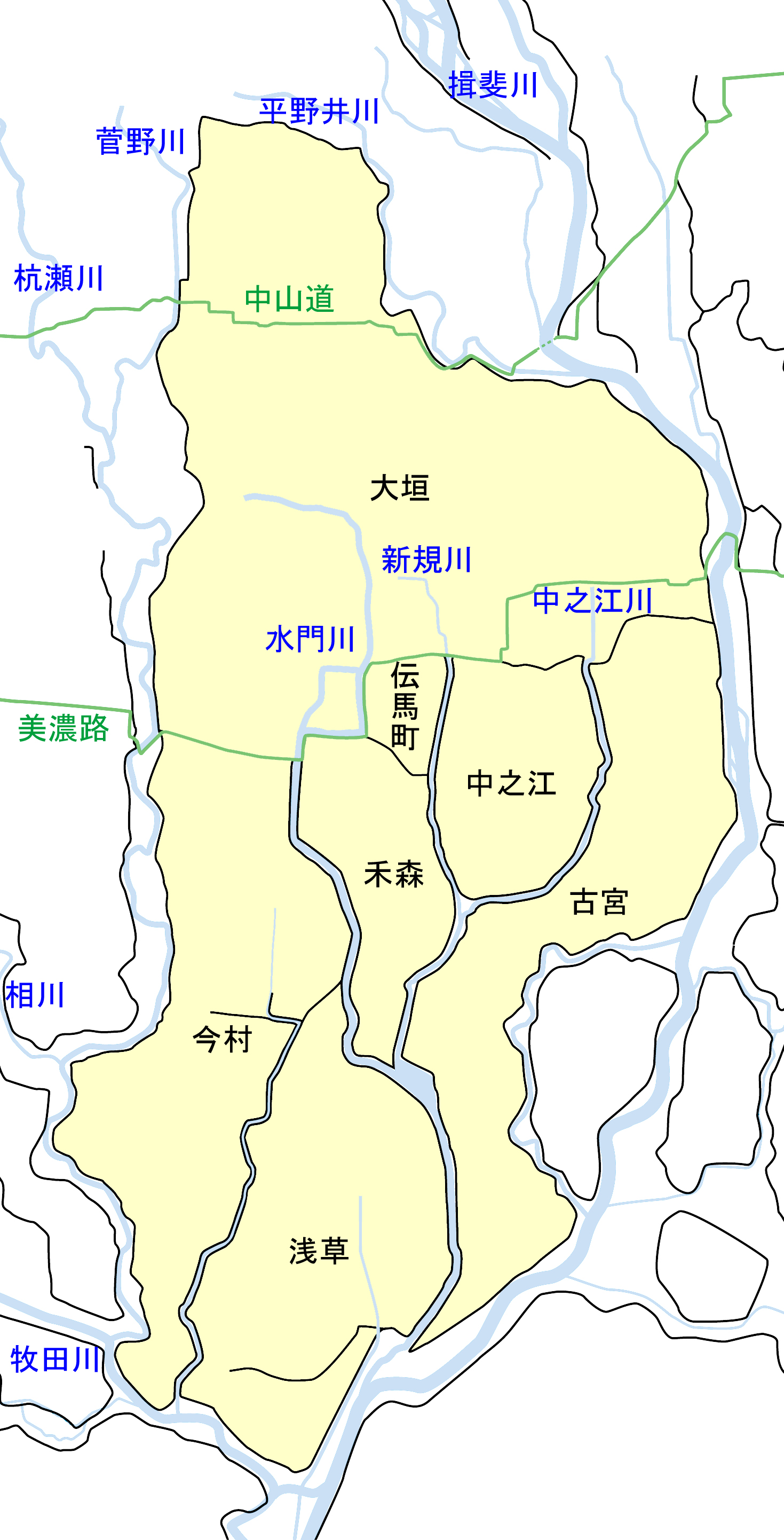
明治時代初期の水門川流域と輪中の分布

水門川（すいもんがわ）は、木曽川水系の一級河川。岐阜県大垣市を流れる。牧田川・揖斐川を経て伊勢湾に至る木曽川の3次支川。

## 概要
岐阜県大垣市笠縫町付近に源を発し、大垣市街を大垣城に沿うように流れる。大垣市内の中之江川などの中小河川、排水路を合わせ、安八郡輪之内町塩喰で揖斐川の支流である牧田川に合流する。名称は、1653年（承応2年）に作られた「川口村水門」に由来する。
大垣駅東の愛宕神社から船町の奥の細道むすびの地までの約2.2kmは水門川遊歩道四季の路として整備されている。
住吉灯台のある船町公園は桜の名所として有名。また、漫画『聲の形』のモデルとなった場所の巡礼を目的とする旅行者もいる。
水門川では2003年（平成15年）より観光客の集客を目的とした「たらい舟川下り」（約1km）が毎年、日時を限定して行われている。水門川には1600年（慶長5年）大垣城落城の際、城壁から松をつたい、濠に浮かべたたらい舟に乗って石田方の武将山田去暦と家族が城外に脱出したという伝承（『おあむ物語』より）がある。

## 歴史
1635年（寛永12年）大垣藩主として大垣城に入城した戸田氏鉄により大垣城の外堀として築かれた。
大垣城の外堀のみならず、揖斐川を介して大垣船町と桑名宿を結ぶ船運の運河の役割を持っていた。
松尾芭蕉の奥の細道のむすびの地は大垣船町であり、芭蕉は船町から水門川を船で下り、桑名宿へ向かい江戸に戻っている。
現在でも水門川の一部を大垣運河と呼ぶ場合があり、川湊であった船町港には住吉灯台も残っている。

## 主な支流
一級河川のみ、下流側から順に記載。
- 中之江川
  - 新規川
- 加納川